# Kleurplaat

Een kleurplaat met een piraat en een papegaai.

Een kleurplaat is een tekening om in te kleuren, meestal bedoeld voor jonge kinderen, hoewel ook steeds meer volwassenen als hobby kleurplaten kleuren. Een kleurplaat bestaat meestal uit een simpel motief in brede zwarte lijnen en is over het algemeen gedrukt op wit papier.
Sommige kleurplaten geven door middel van een nummersysteem aan welke kleuren gebruikt moeten worden. Andere tekeningen bestaan uit genummerde punten die eerst door middel van lijnen met elkaar verbonden moeten worden.
Om kleurplaten in te kleuren, gebruiken kinderen meestal kleurpotloden en viltstiften. Een andere methode is het invullen van de vlakken met waterverf of gouache (plakkaatverf) met behulp van een kwast of penseel. Het is de bedoeling om bij het inkleuren binnen de lijnen te blijven.